# Gräf & Stift
La Gräf & Stift, dal 1907 Wiener Automobilfabrik A.G., vorm. Gräf & Stift) è stata una casa automobilistica austriaca, attiva dal 1904 al 1971.

## Storia
Nel 1893 i fratelli Franz (1874–1940), Heinrich (1877–1943) e Carl Gräf (1871–1939) assieme al socio Wilhelm Stift (1845–1917), appassionati di meccanica, decisero di impiantare a Vienna un'officina per la costruzione di biciclette. Il vero obiettivo dei fratelli Gräf, però, era di sperimentare la nuova tecnologia degli automobili che, alla fine del XIX secolo, avevano creato grande interesse in tutta Europa.

### La prima trazione anteriore
Nel 1896 fondano una officina a Vienna, l'anno successivo 1897, dopo mesi di lavoro, i fratelli Gräf presentarono il frutto del loro impegno tecnico, destinato a rimanere negli annali dell'automobilismo. Si trattava di una vettura del tipo vis-à-vis, con quattro posti, mossa da un motore a quattro cilindri De Dion-Bouton, raffreddato ad acqua.
Il veicolo aveva cambio a quattro marce senza cinghia di trasmissione.
La grande innovazione per l'epoca, 1898, era determinata dalla posizione del propulsore, montato davanti al cruscotto e collegato alle ruote anteriori. Si tratta della prima automobile a trazione anteriore della storia. Brevettarono il sistema nel 1900.

## Gräf & Stift
Gli esordi

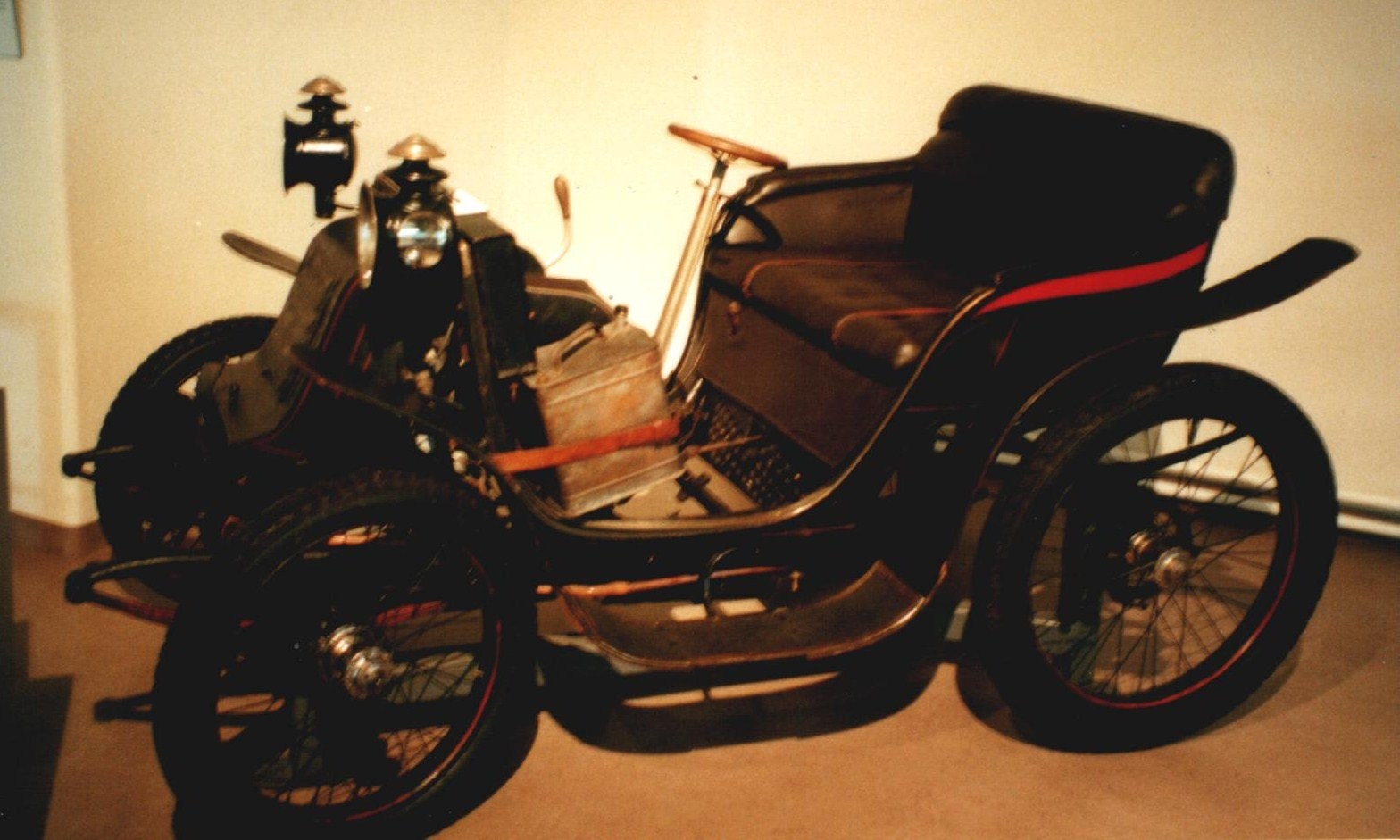
Gräf Front del 1898, in esposizione presso il Museo della tecnica di Vienna

Il primo modello, particolarmente delicato e complesso, proprio a causa dell'innovativo sistema di trazione non ebbe alcun seguito produttivo, ma fu sufficiente a convincere il ricco commerciante Wilhelm Stift a finanziare l'avventura automobilistica dei fratelli Gräf, con l'assemblaggio dei modelli francesi Celeritas.

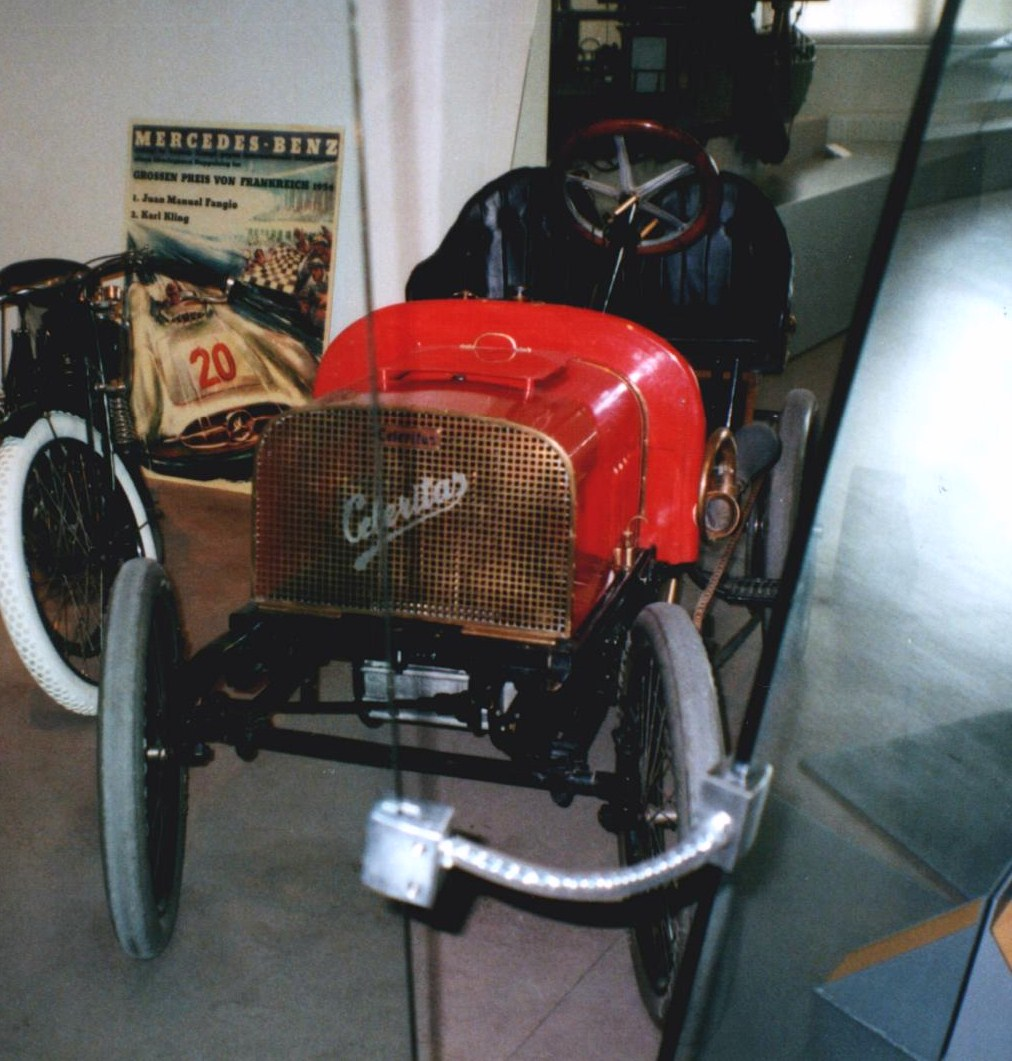
Vettura Celeritas del 1901. (Museo della tecnica di Vienna). Lo stabilimento francese produrrà auto sino al 1903

Nel 1901 l'investitore Wilhelm Stift entrò in società, fondando il 1º novembre 1901 la società Gräf & Stift, che si trovo dal 1904 ubicata in Weinberggasse 70, Wien-Döbling (Sievering). Dal 1905 iniziarono a costruire grosse Limousine (u. a. per Habsburger Kaiserhaus), destinate all'aristocrazia del tempo e piccoli bus, che dal 1908 vennero utilizzati per turismo. Gräf & Stift commercializzo anche per l'Austria altri costruttori di autobus e tram. Gräf & Stift sviluppò il tipo Dolomitenbus con 22 kW (30 HP), tetto in tela e 11 posti, in due classi. Venne impiegato sulla tratta Vienna - Bolzano.
Negli anni della prima guerra mondiale la produzione si allargò anche ad altri settori, come quello degli autocarri.
La vettura dell'attentato a Sarajevo

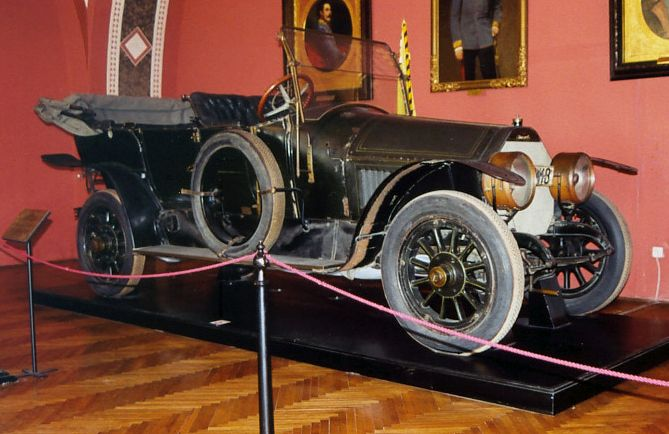
La Gräf & Stift 28/32 PS del 1910, dell'attentato di Sarajevo esposta presso il viennese Heeresgeschichtliches Museum

Fu su di una Gräf & Stift tipo 28/32 PS del 1910, con carrozzeria modello Doppelphaeton sulla quale sedevano, alla guida l’autiere Leopold Lojka (1886-1926), seguito posteriormente dal tenente colonnello, conte Franz von Harrach (1870-1937) proprietario dell’auto e addetto alla sicurezza, affiancati sul predellino dal governatore, generale Oskar Potiorek, che vennero uccisi sui sedili dei passeggeri l’erede al trono, l’arciduca Francesco Ferdinando e la moglie, duchessa Sofia, da due colpi sparati da Gavrilo Princip nell'attentato di Sarajevo che causò così, inconsapevolmente, lo scoppio della Grande Guerra. L'auto è esposta presso il museo dell'esercito Heeresgeschichtliches Museum di Vienna.
Passaggi di proprietà e le incredibile vicende della vettura dell'attentato
Il generale Potiorek si servì del veicolo (con il motore numerato 287 uscito fuori dalla fabbrica) per quattro volte subendo quattro incidenti, ma l'ultimo gli costò l'amputazione del braccio destro. Fu fermato dalla voglia di demolire la vettura, ritenuta "maledetta" dal dottor Skiris che la guidò senza incidenti per sei mesi. Dopo questo periodo ebbe un incidente con la stessa che si ribaltò causandogli la morte. Restaurata passò alla vedova che in preda a forte depressione si suicidò. A questo punto la vettura fu comprata dal gioielliere di origine greca, Simon Mantharides, suicida poco tempo dopo. La vettura fu presa in affido, probabilmente per ragioni storiche, da un ufficiale dello stato maggiore austriaco che morì due giorni dopo, in un incidente, in cui erano coinvolti anche due contadini. Passò poi a un pilota svizzero che la comprò, ma morì in una gara presso le Dolomiti. La macchina fu acquisita e ritornò a Sarajevo da un locale ricco proprietario terriero. Un giorno durante un guasto al motore si fece trainare da un trattore legando i cavi, ma la vettura spostandosi e non frenata nella rapidità travolse i due contadini addetti al traino. L'auto ruzzolò in un burrone e dopo il recupero fu totalmente restaurata dal garagista, carrozziere rumeno Tiber Hirschfield dedito a un attività di autonoleggi. Fu riverniciata col colore azzurro per essere usata per matrimoni. In uno di questi, Hirschfield la usò con cinque amici, ma un ennesimo incidente uccise gli occupanti. In un riquadro in basso proprio su questa vettura appare scritto "AIII II8": la vettura "della morte" da cui tutto iniziò, la cui scintilla letteralmente fece esplodere il conflitto che provocò in Europa ben 17 milioni di morti, questo numero in lettere acquista maggiore senso se paragonato alla data dell'armistizio: 11-11-1918. Un singolare scherzo del destino.
Durante la Iª guerra mondiale
Negli anni della guerra 1916/17 venne sviluppata lo stabilimento di Döblinger. Il progetto fu dell'architetto Philipp Jakob Manz (1861-1936).
Nel 1929 Gräf & Stift si fuse con la Automobilfabrik Perl, con sede dal 1922 a Liesing (Vienna). Iniziò la produzione di autocarri e autobus.
Gli anni '30 del XX secolo
Il 28 maggio 1931 Con autobus Gräf & Stift venne aperta la linea Vienna–Budapest. Il viaggio inaugurale avvenne in sei ore con a bordo il progettista Ing. Josef Gräf junior.
In marzo 1938 i dipendenti dell'azienda furono 300, in parte in kurzarbeit ("orario di lavoro corto", una specie di cassa integrazione). Dopo la „Anschluss“ furono impiegate 1.500 persone. La produzione fu sempre piccola e grande serie di autocarri e autobus.
Dopo la IIª guerra mondiale
Dopo la seconda guerra mondiale la produzione di automobili non continuò. Nel 1964 furono costruiti 165 autocarri. Nel 1970 la continuità della Gräf & Stift fu con la ÖAF (Österreichische Automobil Fabriks-AG) e nel 1971 la ÖAF prese il 99% delle azioni.
Gli anni '80
La nuova società si chiamò ÖAF-Gräf & Stift AG. Successivamente venne acquisita dalla MAN AG. All'epoca fece modifiche della produzione MAN.
Nel 1988 la MAN recupera la storica sede Gräf & Stift di Liesing.
Nel 2004 MAN investe 7 milioni di Euro per l'ammodernamento della verniciatura e sicurezza sul lavoro. MAN nella storica sede Gräf & Stift diventa l'azienda più grande del Bezirk.

## Onorificenze
- 1978 l'azienda riceve la Staatliche Auszeichnung con lo Stemma dell'Austria.
- 1988 a Vienna-Döbling (19. Wiener Gemeindebezirk) viene inaugurata la Gräfweg in onore del fondatore.

## Autoveicoli

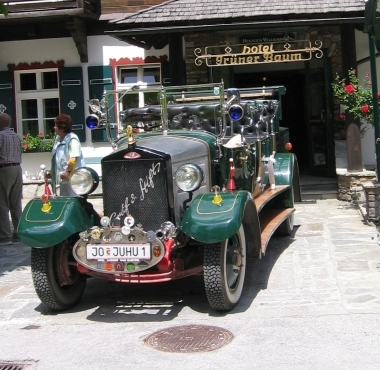
Gräf & Stift (1928)

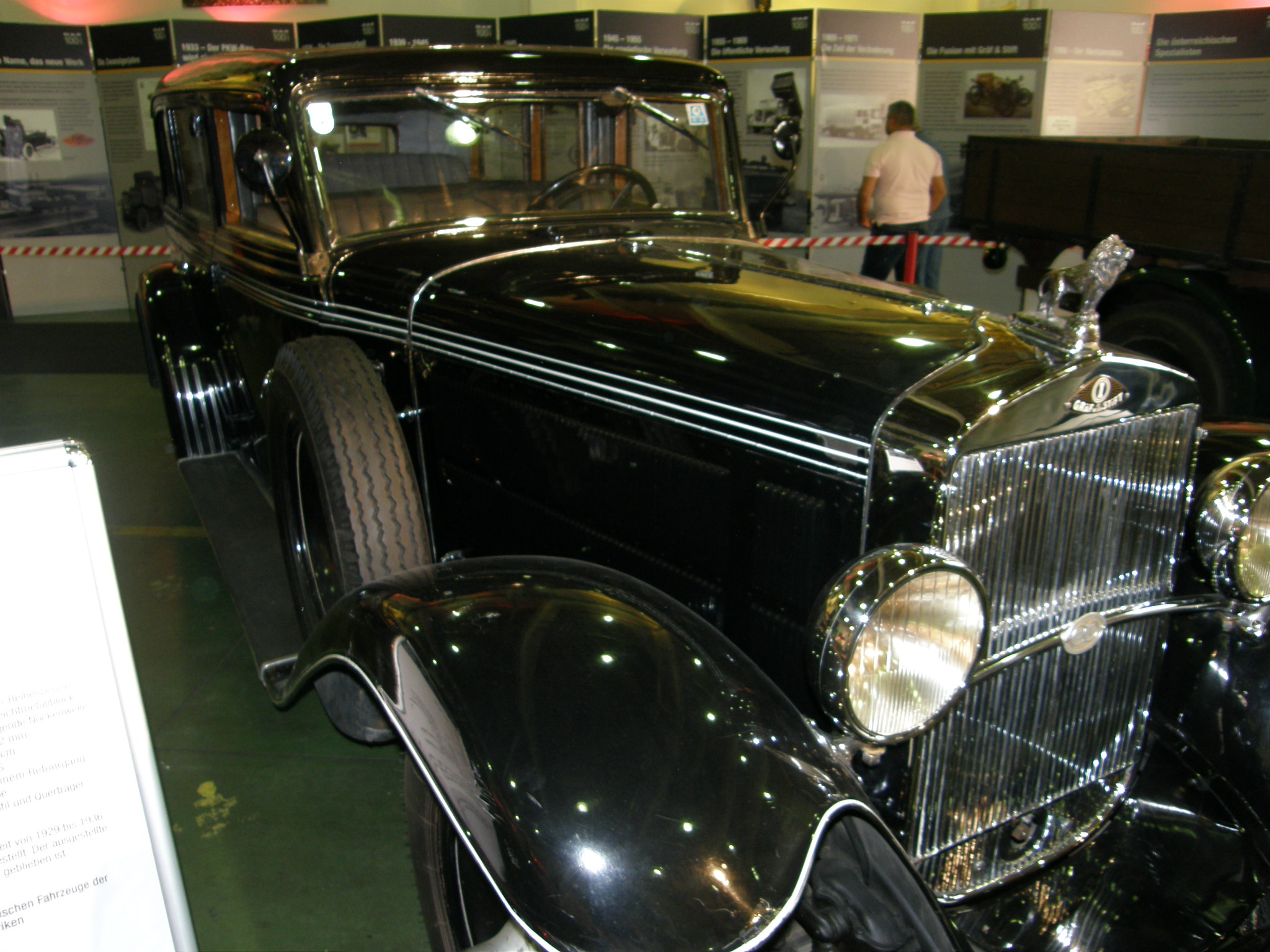
Typ SP8 per il centenario ÖAF

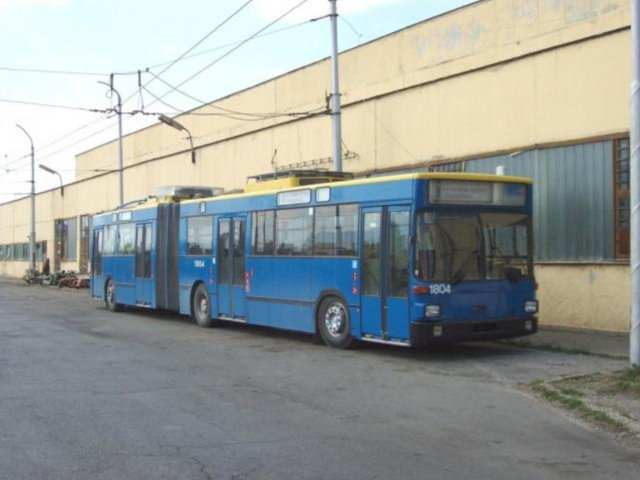
Filobus di Innsbruck, Gräf & Stift GS 152 M18, in uso a Sofia

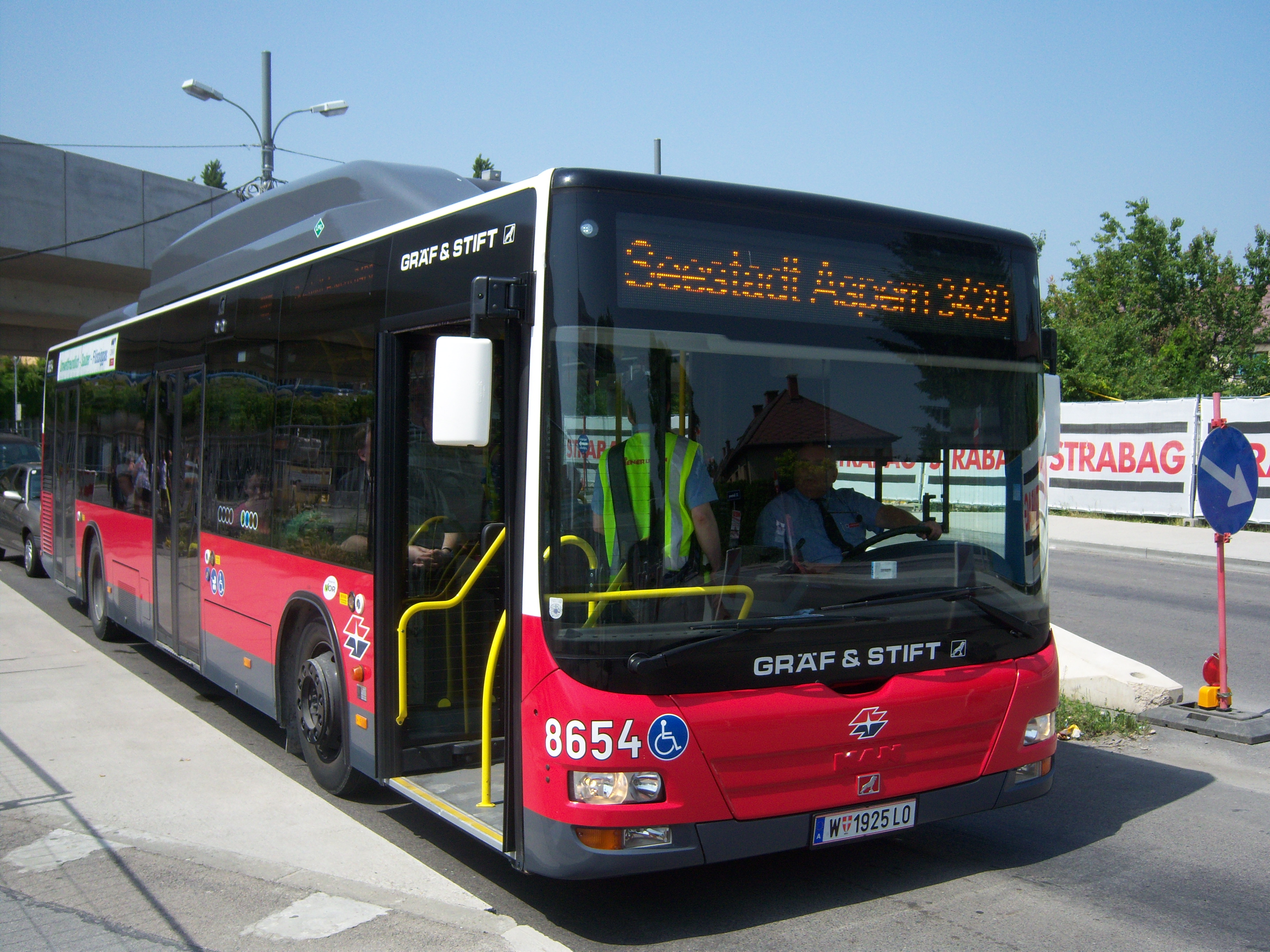
Bus di linea Wiener Linien Gräf & Stift

### Autoveicoli 1920–1938
| Tipo                 | Periodo   | Cilindri   | Cilindrata | Potenza         | V max    |
| -------------------- | --------- | ---------- | ---------- | --------------- | -------- |
| VK 1                 | 1920–1925 | 4 in linea | 1877 cm³   | 20 HP (14,7 kW) | 80 km/h  |
| SR 2                 | 1921–1924 | 6 in linea | 7749 cm³   | 75 HP (55 kW)   |          |
| SR 3                 | 1924–1926 | 6 in linea | 7749 cm³   | 90 HP (66 kW)   |          |
| SP 5                 | 1924–1933 | 6 in linea | 3920 cm³   | 70 HP (51 kW)   | 100 km/h |
| S 3                  | 1925–1931 | 6 in linea | 5959 cm³   | 80 HP (59 kW)   | 120 km/h |
| SR 4                 | 1926–1928 | 6 in linea | 7749 cm³   | 110 HP (81 kW)  | 110 km/h |
| VK 2                 | 1926–1930 | 4 in linea | 1950 cm³   | 30 HP (22 kW)   | 90 km/h  |
| SP 7                 | 1927–1929 | 6 in linea | 7070 cm³   | 120 HP (88 kW)  | 125 km/h |
| SP 8                 | 1930–1936 | 8 in linea | 5923 cm³   | 125 HP (92 kW)  | 120 km/h |
| SP 6                 | 1934–1935 | 6 in linea | 3920 cm³   | 85 HP (62,5 kW) | 110 km/h |
| MF 6 (Citroën 15 CV) | 1934–1936 | 6 in linea | 2650 cm³   | 56 HP (41,2 kW) | 100 km/h |
| G 35 / G 36 / G 8    | 1935–1938 | 8 in linea | 4587 cm³   | 110 HP (81 kW)  | 130 km/h |
| Gräf-Ford V8         | 1936–1937 | 8 V        | 3620 cm³   | 90 HP (66 kW)   | 130 km/h |
| SP 9                 | 1937–1938 | 8 in linea | 5923 cm³   | 125 HP (92 kW)  | 130 km/h |
| C 12                 | 1938      | 12 V       | 4036 cm³   | 110 HP (81 kW)  | 125 km/h |

## Filobus
Dalla ÖAF Gräf & Stift vennero prodotti filobus per le città di Salisburgo, Linz, Innsbruck, Solingen, Eberswalde e Bergen.

## Autocarri

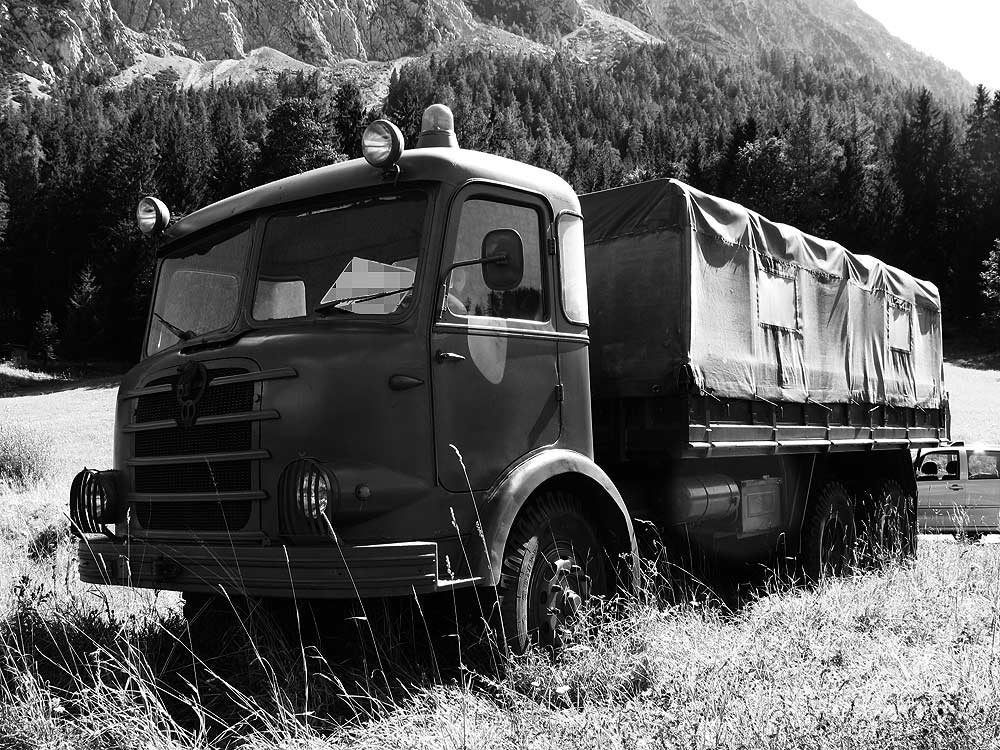
Gräf & Stift ZA 200 (6x6)

L'autocarro Gräf & Stift ZAFD fu un veicolo per l'Österreichisches Bundesheer. Era un 4x4 e 6x6 con cabina anche doppia. Fu prodotto anche il tre assi ZT 200.

## Altro
Oltre a autobus e autocarri Gräf & Stift produsse anche telai per tram, postali, bus per donazione sangue, bus per radiografie, Lazarettbus per l'Österreichisches Bundesheer, così come autobus di 14 m x 3,5 m per l'aeroporto di Vienna e quello di Los Angeles.